# Synagogue des soldats de Rostov-sur-le-Don
La synagogue des soldats (en russe : Солдатская синагога) est l’unique synagogue en activité à Rostov-sur-le-Don. Construite en 1872 elle est la proie des flammes lors des pogroms de 1905 puis est rénovée en 1913-1914. En 1935, la synagogue est fermée pour le culte. Après la Seconde Guerre mondiale, le bâtiment est restitué à la communauté juive. La synagogue des soldats est un monument historique d’importance régionale.

## Histoire
En 1862, des soldats à la retraite de confession juive créent la société juive de prière. Le 31 mai 1862, l’administration du gouvernement de Iekaterinoslav autorise la société à louer un local de prière. Le projet de synagogue est approuvé le 4 juin 1872 et le bâtiment érigé l’année même. Le marchand de première guilde Joseph Markovitch Elister aurait financé la construction de la synagogue dont l’architecte serait Ernst Ernestovitch von Schulmann et le bâtisseur Moïsseï Leontievitch Geronimus.
Le bâtiment est maintes fois modifié. Début 1881, une aile de trois étages est adjointe côté Est pour accueillir la direction spirituelle de la synagogue. En 1891, une aile de deux étages est ajoutée côté Sud pour accommoder une école destinée aux enfants de soldats pauvres et une école de prière. La synagogue est incendiée lors des pogroms antisémites de 1905 et sérieusement endommagée. Elle est rénovée en 1913-1914 selon les plans de l’architecte de Saint-Pétersbourg Iakov Guermanovitch Guevirts. Le premier service est célébré le 29 mars 1914 pour la fête de Pessa'h.
À l’automne 1935, le bâtiment de la synagogue est nationalisé et les services religieux prennent fin. Différentes entreprises (dont une usine chimique) occupent les locaux; elles sont évacuées de la ville pendant la guerre.
Après la libération de la ville en 1943, l’usine chimique ne réintègre pas les locaux qui sont repris par la communauté juive. Celle-ci s’emploie à remettre en état le bâtiment, malgré les mesures d’intimidation des autorités. La restitution officielle a lieu le 14 avril 1945 à la suite de démarches lancées par le rabbin.
La synagogue est la seule synagogue en activité de la ville. Elle est située au coin de la rue Tourguéniev (no 68) et de la ruelle gazetny pereoulok (no 18).
En 2005, la synagogue est renovée. L’étoile de David sur les coupoles, enlevée dans les années 1940 est rétablie. Les travaux sont achevés à la fin de l’année et la synagogue réinaugurée le 26 décembre.

## Architecture
La synagogue combine des éléments de l’art nouveau et de style oriental. Le socle de la synagogue est de style bugnato, la façade est surmontée d’une corniche et d’un parapet orné aux quatre coins de coupoles surmontées d’une étoile de David chacune.